# Дальняя Сурдья
Дальняя Сурдья — река в России, протекает в Красновишерском районе Пермского края. Устье реки находится в 65 км по правому берегу реки Язьва. Длина реки составляет 13 км.
Исток реки в отрогах Северного Урала в 17 км к юго-востоку от Красновишерска. Река течёт на юг по ненаселённой местности, среди холмов, покрытых тайгой. Приток — Ближняя Сурдья (левый). Впадает в Язьву в урочище Нижняя Сурдья выше деревни Бычина.

## Данные водного реестра
По данным государственного водного реестра России относится к Камскому бассейновому округу, водохозяйственный участок реки — Кама от водомерного поста у села Бондюг до города Березники, речной подбассейн реки — бассейны притоков Камы до впадения Белой. Речной бассейн реки — Кама.
Код объекта в государственном водном реестре — 10010100212111100005317.